# Fekete Ádám
Fekete Ádám (Nyíregyháza, 1988. január 22. –)  magyar labdarúgó, a Mosonmagyaróvári ITE csatára.

## Pályafutása
2006-ban került fel a Nyíregyháza Spartacus nagy csapatához, de a bajnokságban nem lépett pályára. Ebben az évben a csapat feljutott az első osztályba, ahol az első két évet kölcsönben töltötte a Tuzsér SE és a Baktalórántháza VSE csapatainál. A 2008-09-es idény utolsó meccsén debütált a nagy csapatban, amit rögtön góllal hálált meg. A 2009-10-es szezonban már 9 alkalommal lépett pályára a csapat a színeiben és 1 gólt szerzett a Paksi SE csapata ellen. A Szpari ebben az idényben búcsúzott az első osztálytól, Ádám az NB 2-ben is a csapatnál maradt.
2012-ben az osztrák harmadosztályú DSV Leoben játékosa lett, ahonnan egy év után visszatért Szigetszentmiklósra.
Többször is játéklehetőséget kapott az NB1ben a Balmazújváros színeiben, amit 2 góllal meg is hálált: egyik fejes gólját a 86.percben lőtte a Puskás Akadémia ellen, mivel 2-2 lett, kialakítva a végeredményt, másikat Király Gábor kapujába bólintotta, mivel kiegyenlítette a Balmazújváros-Haladás mérkőzést. 

Nem rég megfordult a megye 1es Jánossomorjában
Napjainkban a MITE csapatában rúgja a bőrt, ahol eddig 29 meccs alatt 15 gólig jutott.
Fejjel máig életveszélyes, talán a legnagyobb erénye.

## Sikerei, díjai
- Magyar másodosztály:
  - bajnok: 2006-07
- Magyar ötödosztály:
  - bajnok: 2021-2022